# Óscar Francisco Jiménez
Óscar Francisco Jiménez, né le 12 octobre 1988 à Chihuahua au Mexique, est un footballeur mexicain qui évolue au poste de gardien de but avec le Club América.

## Palmarès
- Finaliste de la Campeones Cup en 2019 avec le Club América